# Mołdzie (gromada)
Mołdzie – dawna gromada, czyli najmniejsza jednostka podziału terytorialnego Polskiej Rzeczypospolitej Ludowej w latach 1954–1972.
Gromady, z gromadzkimi radami narodowymi (GRN) jako organami władzy najniższego stopnia na wsi, funkcjonowały od reformy reorganizującej administrację wiejską przeprowadzonej jesienią 1954 do momentu ich zniesienia z dniem 1 stycznia 1973, tym samym wypierając organizację gminną w latach 1954–1972.
Gromadę Mołdzie z siedzibą GRN w Mołdziach utworzono – jako jedną z 8759 gromad – w powiecie ełckim w woj. białostockim, na mocy uchwały nr 13/V WRN w Białymstoku z dnia 4 października 1954. W skład jednostki weszły obszary dotychczasowych gromad Guzki, Lepaki Wielkie i Mołdzie ze zniesionej gminy Woszczele, obszary dotychczasowych gromad Bartosze, Rękusy i Talusy z obszarem majątkiem Szarek z dotychczasowej gromady Mącze ze zniesionej gminy Nowa Wieś Ełcka oraz obszar dotychczasowej gromady Rożyńsk i obszar majątku Ruska Wieś z dotychczasowej gromady Pistki oraz obszar lasu i jeziora o pow. 653,70 ha z dotychczasowej gromady Klusy ze zniesionej gminy Klusy w tymże powiecie. Dla gromady ustalono 6 członków gromadzkiej rady narodowej.
1 stycznia 1972 z gromady Mołdzie wyłączono wieś Różyńsk oraz część lasów państwowych Nadleśnictwa
Ełk obręb Różyńsk o powierzchni 1097,44 ha, obejmującą oddziały Nr Nr 207—227, 228—256 włączając je do gromady Skomack Wielki oraz Państwowy Ośrodek Hodowli Zarodowej Ruska Wieś oraz część lasów państwowych Nadleśnictwa Ełk obręb Talusy o powierzchni 101,95 ha, obejmującą
oddziały Nr Nr 257—261 włączając go do gromady Nowa Wieś Ełcka, po czym gromadę Mołdzie zniesiono  a jej (pozostały) obszar włączono do nowo utworzonej gromady Ełk.